# Garrulaxe de Blyth
Trochalopteron melanostigma
Espèce
Synonymes
- Garrulax erythrocephalus melanostigma Blyth, 1855[1]
- Garrulax melanostigma Blyth, 1855[1]

Statut de conservation UICN

 LC  : Préoccupation mineure
Le Garrulaxe de Blyth (Trochalopteron melanostigma) est une espèce d'oiseaux de la famille des Leiothrichidae. Son aire s'étend à travers le Nord de l'Indochine et régions voisines du Yunnan.

## Systématique
L'espèce Trochalopteron melanostigma a été décrite pour la première fois en 1855 par le zoologiste britannique Edward Blyth (1810-1873) sous le protonyme Garrulax melanostigma.

## Liste des sous-espèces
Selon la classification de référence du Congrès ornithologique international (version 12.1, 2022) :
- sous-espèce Trochalopteron melanostigma melanostigma (Blyth, 1855)

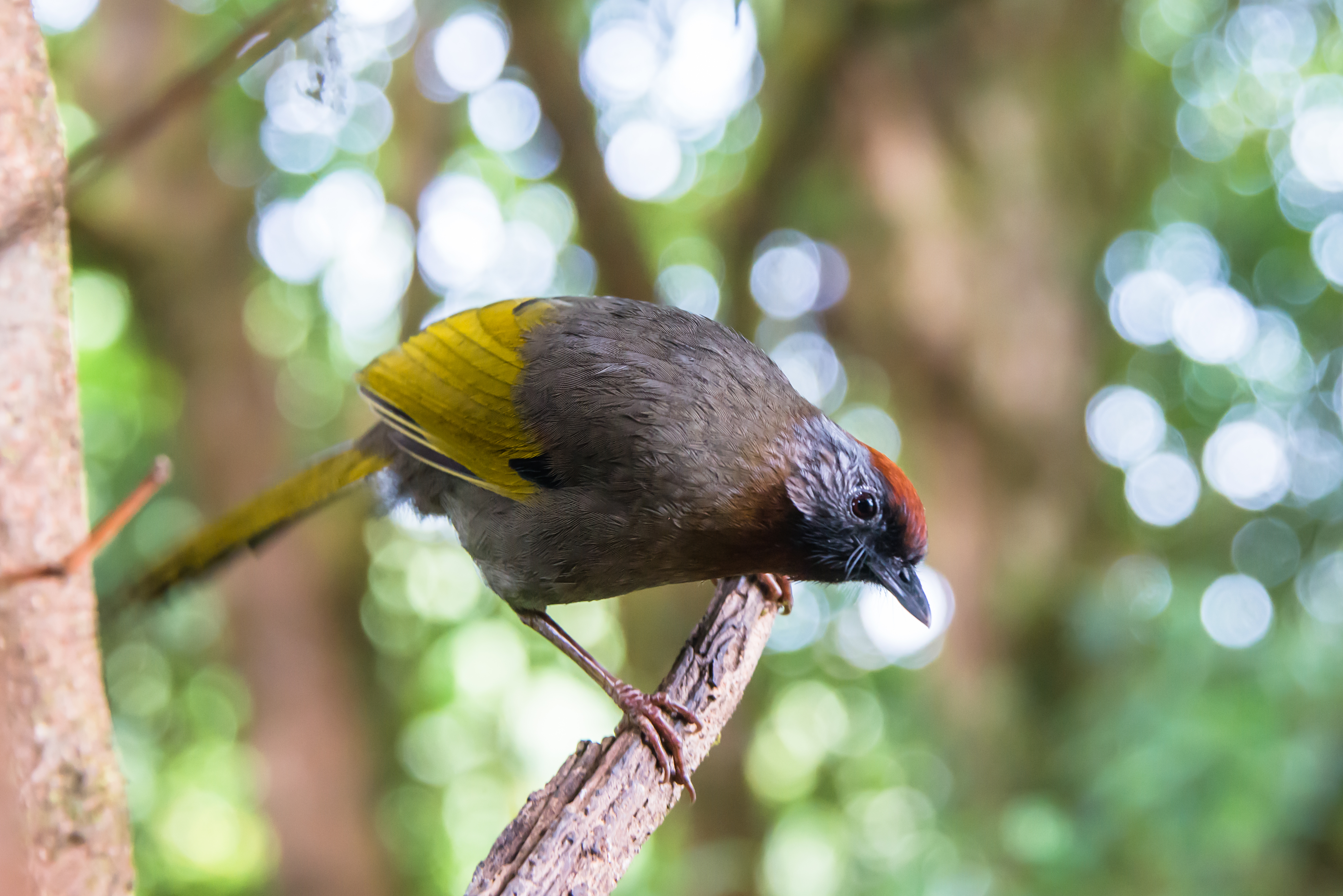
Garrulaxe de Blyth, parc national de Doi Inthanon, Thaïlande.

- sous-espèce Trochalopteron melanostigma ramsayi Ogilvie-Grant, 1904
- sous-espèce Trochalopteron melanostigma schistaceum (Deignan, 1938)
- sous-espèce Trochalopteron melanostigma subconnectens (Deignan, 1938)
- sous-espèce Trochalopteron melanostigma connectans Delacour, 1928